# Mycale varpachowski
Mycale varpachowski är en svampdjursart som beskrevs av Swartschewsky. Mycale varpachowski ingår i släktet Mycale och familjen Mycalidae. Inga underarter finns listade i Catalogue of Life.